# Salam Fayyad
Salam Fayyad (en arabe : سلام فياض), né en 1952 à Deir al-Ghusun, est un homme d'État palestinien indépendant. Ministre des Finances à partir du 17 mars 2007, il occupe la fonction de Premier ministre de l'Autorité palestinienne entre 2007 et 2013.

## Biographie
Il est titulaire d'un diplôme d'ingénierie à l'université américaine de Beyrouth et d'un doctorat d'économie à l'université du Texas à Austin. Après l'obtention de son doctorat, il travaille en Jordanie à Amman puis enseigne à l'université du Yarmouk. Il fait ensuite de la recherche à l'université du Texas et travaille à le Fonds monétaire international à Washington de 1987 à 1995,. Il est le représentant résident en Cisjordanie et dans la bande de Gaza du Fonds monétaire international jusqu'en 2001, puis dirige brièvement l'Arab Bank en Cisjordanie.
Apprécié par l'administration américaine, il est nommé ministre des Finances par Yasser Arafat en 2002 puis en 2005 par le Premier ministre Ahmed Qoreï, sous la présidence de Mahmoud Abbas. Il est vu par les Occidentaux et les Israéliens comme une personne qui lutte contre la corruption et les malversations. Il dirige également le directorat du Fonds palestinien d'investissement.
Il est remplacé par Omar Abdel-Razeq dans le gouvernement Ismaël Haniyeh de mars 2006. Il fonde alors le parti de la « Troisième voie » qui se présente aux élections législatives suivantes.
À la suite de l'accord sur un gouvernement d'union nationale palestinien entre Fatah et Hamas, il accepte le poste de ministre des Finances dans le gouvernement palestinien d'union nationale de mars 2007.
Après le limogeage du gouvernement par le président Mahmoud Abbas à la suite des tensions interpalestiniennes et de la prise de contrôle de la bande de Gaza par le Hamas, il est désigné en Cisjordanie pour former un nouveau gouvernement de l'Autorité palestinienne, le 15 juin 2007. Ce nouveau cabinet réduit prête serment le 17 juin.
Le 7 mars 2009, il annonce sa démission afin d'ouvrir la voie à un cabinet d'union nationale dans le cadre d'une réconciliation avec le Hamas.
À la suite de la perte de légitimité de l'Autorité palestinienne causée par l'échec des négociations avec Israël, Fayyad démissionne le 14 février 2011 et est aussitôt reconduit dans ses fonctions par Mahmoud Abbas.